# Міністр фінансів Норвегії
Міністр фінансів Норвегії (норв. Finansministren) є членом уряду Норвегії і очільником Міністерства фінансів.
Посада була заснована 2 березня 1814 року з набуттям незалежності Норвегією від Швеції. Посада називалася Перший міністр. Першим міністром фінансів став Фредерік Готтсхалк фон Гакстгаузен. Він був відповідальний за державні фінанси, податки та рахунки. 1 січня 1819 року посаду перейменували на Міністр фінансів, торгівлі та митної служби. Згодом було ще кілька змін назв, поки у 2000 році посада не отримала свою назву.
Діючий міністр Сів Єнсен призначена 16 жовтня 2013 року. Всього за історію Норвегії було 72 міністри, деякі з них по кілька каденцій. Всього було 127 каденцій.

## Список

### Статистика 1814—1884 (Унія зі Швецією)
| #  | Прізвище                                             | Портрет         | Дата призначення  | Дата відставки          | Уряд                   |
| -- | ---------------------------------------------------- | --------------- | ----------------- | ----------------------- | ---------------------- |
| 1  | Фредерік Готтсхалк фон Гакстгайзен (1750–1825)       |                 | 2 березня 1814    | 20 серпня 1814          | Урядова рада 1814 року |
| 2  | Карстен Танк (1766–1832)                             |                 | 2 березня 1814    | 27 липня 1814           | Урядова рада 1814 року |
| 3  | Пауль Христіан Гольст (1776–1863)                    |                 | 20 серпня 1814    | 7 жовтня 1814           | Урядова рада 1814 року |
| 4  | Йорген Герман Фогт (1784–1862)                       |                 | 7 жовтня 1814     | 18 листопада 1814       | Урядова рада 1814 року |
| 5  | Герман Ведель Ярлсберг (1779–1840)                   |                 | 18 листопада 1814 | Серпень 1816            | Ведель-Ярлсберг 1      |
| 6  | Христіан Крогг (1777–1828)                           |                 | Серпень 1816      | Жовтень 1816            | Ведель-Ярлсберг 1      |
| 7  | Герман Ведель Ярлсберг (1779–1840) (вдруге)          |                 | Жовтень 1816      | Жовтень 1818            | Ведель-Ярлсберг 1      |
| 8  | Йонас Коллетт (1772–1851)                            |                 | Жовтень 1818      | Листопад 1818           | Ведель-Ярлсберг 1      |
| 9  | Герман Ведель Ярлсберг (1779–1840) (втретє)          |                 | Листопад 1818     | Січень 1822             | Ведель-Ярлсберг 1      |
| 10 | Йонас Коллетт (1772–1851) (вдруге)                   |                 | Січень 1822       | 19 вересня 1836         | Ведель-Ярлсберг 1      |
| 10 | Йонас Коллетт (1772–1851) (вдруге)                   | 19 вересня 1836 | 17 грудня 1836    | Ведель-Ярлсберг 2       |                        |
| 11 | Йорген Герман Фогт (1784–1862) (вдруге)              |                 | 17 грудня 1836    | Ведель-Ярлсберг 2       | 8 березня 1844         |
| 11 | Йорген Герман Фогт (1784–1862) (вдруге)              | 8 березня 1844  | Травень 1846      | Левенскьольд/Фогт       |                        |
| 12 | Олаус Мішель Шмідт (1784–1851)                       |                 | Травень 1846      | Левенскьольд/Фогт       | Липень 1847            |
| 13 | Йорген Герман Фогт (1784–1862) (втретє)              |                 | Липень 1847       | Левенскьольд/Фогт       | 29 серпня 1849         |
| 14 | Валентин Христіан Вільгельм Сібберн (1779–1853)      |                 | 29 серпня 1849    | Левенскьольд/Фогт       | 30 квітня 1850         |
| 15 | Христіан Зетліц Бреттевіль (1800–1871)               |                 | 30 квітня 1850    | Левенскьольд/Фогт       | 10 липня 1852          |
| 16 | Нільс Андреас Трап (1793–1856)                       |                 | 10 липня 1852     | Левенскьольд/Фогт       | 20 вересня 1852        |
| 17 | Йорген Герман Фогт (1784–1862) (вчетверте)           |                 | 20 вересня 1852   | Левенскьольд/Фогт       | 29 червня 1853         |
| 18 | Ганс Ріддервольд (1795–1876)                         |                 | 29 червня 1853    | Левенскьольд/Фогт       | 5 серпня 1853          |
| 19 | Йорген Герман Фогт (1784–1862) (вп'яте)              |                 | 5 серпня 1853     | Левенскьольд/Фогт       | 9 вересня 1853         |
| 20 | Христіан Зетліц Бреттевіль (1800–1871) (вдруге)      |                 | 9 вересня 1853    | Левенскьольд/Фогт       | 22 березня 1854        |
| 21 | Нільс Андреас Трап (1793–1856) (вдруге)              |                 | 22 березня 1854   | Левенскьольд/Фогт       | 2 липня 1854           |
| 22 | Йорген Герман Фогт (1784–1862) (вшосте)              |                 | 2 липня 1854      | Левенскьольд/Фогт       | 27 вересня 1855        |
| 23 | Отто Вінсент Ланге (1797–1870)                       |                 | 27 вересня 1855   | Левенскьольд/Фогт       | 17 червня 1856         |
| 23 | Отто Вінсент Ланге (1797–1870)                       | 17 червня 1856  | 26 червня 1856    | Фогт                    |                        |
| 24 | Ерік Рерінг Мейніхен (1797–1875)                     |                 | 26 червня 1856    | Фогт                    | Серпень 1857           |
| 25 | Отто Вінсент Ланге (1797–1870) (вдруге)              |                 | Серпень 1857      | Фогт                    | Вересень 1858          |
| 26 | Ерік Рерінг Мейніхен (1797–1875) (вдруге)            |                 | Вересень 1858     | Фогт                    | 16 грудня 1859         |
| 26 | Ерік Рерінг Мейніхен (1797–1875) (вдруге)            | 16 грудня 1858  | Жовтень 1859      | Sibbern/Birch/Motzfeldt |                        |
| 27 | Отто Вінсент Ланге (1797–1870) (втретє)              |                 | Жовтень 1859      | Sibbern/Birch/Motzfeldt | Вересень 1861          |
| 28 | Ерік Рерінг Мейніхен (1797–1875) (втретє)            |                 | Вересень 1861     | Sibbern/Birch/Motzfeldt | 17 грудня 1861         |
| 28 | Ерік Рерінг Мейніхен (1797–1875) (втретє)            | 17 грудня 1861  | Вересень 1862     | Станг                   |                        |
| 29 | Отто Вінсент Ланге (1797–1870) (вчетверте)           |                 | Вересень 1862     | Станг                   | 22 червня 1863         |
| 30 | Генрік Лаврентіус Лаврентіус (1824–1900)             |                 | 22 червня 1863    | Станг                   | Жовтень 1865           |
| 31 | Ерік Рерінг Мейніхен (1797–1875) (вчетверте)         |                 | Жовтень 1865      | Станг                   | Жовтень 1866           |
| 32 | Генрік Лаврентіус Лаврентіус (1824–1900) (вдруге)    |                 | Жовтень 1866      | Станг                   | Жовтень 1869           |
| 33 | Ерік Рерінг Мейніхен (1797–1875) (femte gang)        |                 | Жовтень 1869      | Станг                   | 1 лютого 1870          |
| 34 | Август Христіан Мантей (1811–1880)                   |                 | 1 лютого 1870     | Станг                   | Жовтень 1870           |
| 35 | Генрік Лаврентіус Лаврентіус (1824–1900) (втретє)    |                 | Жовтень 1870      | Станг                   | Липень 1872            |
| 36 | Август Христіан Мантей (1811–1880) (вдруге)          |                 | Липень 1872       | Станг                   | Червень 1873           |
| 37 | Генрік Лаврентіус Лаврентіус (1824–1900) (вчетверте) |                 | Червень 1873      | Станг                   | 24 лютого 1874         |
| 38 | Август Христіан Мантей (1811–1880) (втретє)          |                 | 24 лютого 1874    | Станг                   | 7 квітня 1874          |
| 39 | Генрік Лаврентіус Лаврентіус (1824–1900) (вп'яте)    |                 | 7 квітня 1874     | Станг                   | 26 травня 1875         |
| 40 | Якоб Олл мол. (1809–1879)                            |                 | 26 травня 1875    | Станг                   | 5 червня 1875          |
| 41 | Генрік Лаврентіус Лаврентіус (1824–1900) (вшосте)    |                 | 5 червня 1875     | Станг                   | 6 липня 1875           |
| 42 | Якоб Олл мол. (1809–1879) (вдруге)                   |                 | 6 липня 1875      | Станг                   | 21 липня 1875          |
| 43 | Генрік Лаврентіус Лаврентіус (1824–1900) (всьоме)    |                 | 21 липня 1875     | Станг                   | Жовтень 1875           |
| 44 | Єнс Голмбое (1821–1891)                              |                 | Жовтень 1875      | Станг                   | Листопад 1876          |
| 45 | Генрік Лаврентіус Лаврентіус (1824–1900) (увосьме)   |                 | Листопад 1876     | Станг                   | Вересень 1879          |
| 46 | Єнс Голмбое (1821–1891) (вдруге)                     |                 | Вересень 1879     | Станг                   | Вересень 1880          |
| 47 | Генрік Лаврентіус Лаврентіус (1824–1900) (вдев'яте)  |                 | Вересень 1880     | Станг                   | 11 жовтня 1880         |
| 47 | Генрік Лаврентіус Лаврентіус (1824–1900) (вдев'яте)  | 11 жовтня 1880  | Вересень 1883     | Селмер                  |                        |
| 48 | Христіан Схвейгорд (1838–1899)                       |                 | Вересень 1883     | Селмер                  | 3 квітня 1884          |
| 49 | Герман Йоган Фосс Реймерс (1843–1928)                |                 | 3 квітня 1884     | 26 червня 1884          | Схвейгорд              |

### Після 1884 року
| #   | Прізвище                                        | Портрет              | Дата призначення  | Дата відставки    | Партія               | Уряд                                                    |
| --- | ----------------------------------------------- | -------------------- | ----------------- | ----------------- | -------------------- | ------------------------------------------------------- |
| 50  | Борд Малсен Гаугланд (1835–1896)                |                      | 26 червня 1884    | 1 квітня 1888     | Ліберальна           | Свердруп (Ліб.)                                         |
| 51  | Олай Йоган Олсен (1851–1920) (діючий)           |                      | 1 квітня 1888     | 1 червня 1888     | Ліберальна           | Свердруп (Ліб.)                                         |
| 52  | Борд Малсен Гаугланд (1835–1896) (вдруге)       |                      | 1 червня 1888     | 16 липня 1888     | Ліберальна           | Свердруп (Ліб.)                                         |
| 53  | Олай Йоган Олсен (1851–1920) (вдруге)           |                      | 16 липня 1888     | 1 травня 1889     | Ліберальна           | Свердруп (Ліб.)                                         |
| 54  | Петер Олрог Сх'єтт (1833–1926)                  |                      | 1 травня 1889     | 6 червня 1889     | Ліберальна           | Свердруп (Ліб.)                                         |
| 55  | Едвард Гагеруп Булл (1855–1938) (діючий)        |                      | 6 червня 1889     | 8 липня 1889      | в.о.                 | Свердруп (Ліб.)                                         |
| 56  | Олай Йоган Олсен (1851–1920) (втретє)           |                      | 8 липня 1889      | 13 липня 1889     | Ліберальна           | Свердруп (Ліб.)                                         |
| 57  | Евальд Рюгг (1842–1913)                         |                      | 13 липня 1889     | 6 березня 1891    | Хейре                | Станг I (Х)                                             |
| 58  | Йоганнес Стеен (1827–1906)                      |                      | 6 березня 1891    | 2 травня 1893     | Ліберальна           | Стеен I (Ліб.)                                          |
| 59  | Уле Фуру (1841–1925)                            |                      | 2 травня 1893     | 9 серпня 1895     | Хейре                | Станг II (Х)                                            |
| 60  | Френсіс Гагеруп (1853–1921)                     |                      | 9 серпня 1895     | 14 жовтня 1895    | Хейре                | Станг II (Х)                                            |
| 61  | Фредрік Станг Лунд (1859–1922)                  |                      | 14 жовтня 1895    | Листопад 1895     | Ліберальна           | Гагеруп I (Ліб.)                                        |
| 62  | Біргер Кілдаль (1849–1913)                      |                      | Листопад 1895     | 17 лютого 1898    | Ліберальна           | Гагеруп I (Ліб.)                                        |
| 63  | Еліас Сунде (1851–1910)                         |                      | 17 лютого 1898    | 19 травня 1900    | Ліберальна           | Стеен II (Ліб.)                                         |
| 64  | Георг Август Тілесен (1837–1917)                |                      | 19 травня 1900    | 6 листопада 1900  | Ліберальна           | Стеен II (Ліб.)                                         |
| 65  | Серен Тобіас Орстад (1861–1928)                 |                      | 6 листопада 1900  | 8 червня 1901     | Ліберальна           | Стеен II (Ліб.)                                         |
| 66  | Еліас Сунде (1851–1910) (вдруге)                |                      | 8 червня 1901     | 21 квітня 1902    | Ліберальна           | Стеен II (Ліб.)                                         |
| 66  | Еліас Сунде (1851–1910) (вдруге)                | 21 квітня 1902       | 9 червня 1903     | Ліберальна        | Блер I (Ліб.)        |                                                         |
| 67  | Гуннар Кнудсен (1848–1928)                      |                      | 9 червня 1903     | 22 жовтня 1903    | Блер I (Ліб.)        | Ліберальна                                              |
| 68  | Біргер Кілдаль (1849–1913) (вдруге)             |                      | 22 жовтня 1903    | 1 вересня 1904    | Ліберальна           | Гагеруп II (Коал., Ліб., Х.)                            |
| 69  | Христіан Міхельсен (1857–1925)                  |                      | 1 вересня 1904    | 11 березня 1905   | Коал.                | Гагеруп II (Коал., Ліб., Х.)                            |
| 70  | Гуннар Кнудсен (1848–1928) (вдруге)             |                      | 11 березня 1905   | 31 жовтня 1905    | Ліберальна           | Міхельсен (Ліб., Х., ПЛ, Коал.)                         |
| 71  | Христіан Міхельсен (1857–1925) (вдруге)         |                      | 31 жовтня 1905    | 27 листопада 1905 | Коал.                | Міхельсен (Ліб., Х., ПЛ, Коал.)                         |
| 72  | Едвард Гагеруп Булл (1855–1938) (вдруге)        |                      | 27 листопада 1905 | 7 листопада 1906  | Хейре                | Міхельсен (Ліб., Х., ПЛ, Коал.)                         |
| 73  | Абрагам Берге (1851–1936)                       |                      | 7 листопада 1906  | 23 жовтня 1907    | Ліберальна           | Міхельсен (Ліб., Х., ПЛ, Коал.)                         |
| 74  | Магнус Галворсен (1853–1922)                    |                      | 23 жовтня 1907    | 19 березня 1908   | Пом. Ліб.            | Левланд (Ліб., ПЛ, Uavh.)                               |
| 75  | Гуннар Кнудсен (1848–1928) (втретє)             |                      | 19 березня 1908   | 2 лютого 1910     | Ліберальна           | Кнудсен I (Ліб.)                                        |
| 76  | Абрагам Берге (1851–1936) (вдруге)              |                      | 2 лютого 1910     | 20 лютого 1912    | Віл.ліб.             | Конов (Х., Віл.ліб.)                                    |
| 77  | Фредрік Людвіг Конов (1864–1953)                |                      | 20 лютого 1912    | 31 січня 1913     | Віл.ліб.             | Bratlie (Х., Віл.ліб.)                                  |
| 78  | Антон Омгольт (1861–1925)                       |                      | 31 січня 1913     | 23 квітня 1915    | Ліберальна           | Кнудсен II (Ліб.)                                       |
| 79  | Отто Альберт Блер (1847–1927) (діючий)          |                      | 23 квітня 1915    | 16 липня 1915     | Ліберальна           | Кнудсен II (Ліб.)                                       |
| 80  | Антон Омгольт (1861–1925) (вдруге)              |                      | 16 липня 1915     | 12 грудня 1919    | Ліберальна           | Кнудсен II (Ліб.)                                       |
| 81  | Гуннар Кнудсен (1848–1928) (діючий) (вчетверте) |                      | 12 грудня 1919    | 21 червня 1920    | Ліберальна           | Кнудсен II (Ліб.)                                       |
| 82  | Едвард Гагеруп Булл (1855–1938) (втретє)        |                      | 21 червня 1920    | 22 червня 1921    | Хейре                | Галворсен I (Х., Віл.ліб.)                              |
| 83  | Отто Альберт Блер (1847–1927) (вдруге)          |                      | 22 червня 1921    | 6 березня 1923    | Ліберальна           | Блер II (Ліб.)                                          |
| 84  | Абрагам Берге (1851–1936) (втретє)              | rowspan="2"          | 6 березня 1923    | 30 травня 1923    | Віл.ліб.             | Галворсен II (Х., Віл.ліб.)                             |
| 84  | Абрагам Берге (1851–1936) (втретє)              | 30 травня 1923       | 25 липня 1924     | Віл.ліб.          | Берге (Х., Віл.ліб.) |                                                         |
| 85  | Арнольд Голмбое (1873–1956)                     |                      | 25 липня 1924     | 5 березня 1926    | Ліберальна           | Мовінкель I (Ліб.)                                      |
| 86  | Фредрік Людвіг Конов (1864–1953) (вдруге)       |                      | 5 березня 1926    | 28 січня 1928     | Віл.ліб.             | Люкке (Х., Віл.ліб.)                                    |
| 87  | Христофер Горнсруд (1859–1960)                  | Christopher Hornsrud | 28 січня 1928     | 15 лютого 1928    | Робітнича            | Горнсруд (Роб.)                                         |
| 88  | Пер Берг Лунд (1878–1954)                       |                      | 15 лютого 1928    | 12 травня 1931    | Ліберальна           | Мовінкель II (Ліб.)                                     |
| 89  | Педер Колстад (1878–1932)                       |                      | 12 травня 1931    | 1 лютого 1932     | Центру               | Колстад (Центр)                                         |
| 90  | Йон Сундбю (1883–1972)                          |                      | 1 лютого 1932     | 14 березня 1932   | Центру               | Колстад (Центр)                                         |
| 90  | Йон Сундбю (1883–1972)                          | 14 березня 1932      | 3 березня 1933    | Гундсейд (Центр)  | Центру               |                                                         |
| 91  | Пер Берг Лунд (1878–1954) (вдруге)              |                      | 3 березня 1933    | 3 листопада 1934  | Ліберальна           | Мовінкель III (Ліб.)                                    |
| 92  | Гуннар Ян (1883–1971)                           |                      | 3 листопада 1934  | 20 березня 1935   | Ліберальна           | Мовінкель III (Ліб.)                                    |
| 93  | Адольф Індребе (1884–1942)                      |                      | 20 березня 1935   | 13 листопада 1936 | Робітнича            | Нюгордсвольд (Роб.)                                     |
| 94  | Корнеліус Бергсвік (1889–1975)                  |                      | 13 листопада 1936 | 1 липня 1939      | Робітнича            | Нюгордсвольд (Роб.)                                     |
| 95  | Оскар Торп (1893–1958)                          |                      | 1 липня 1939      | 28 листопада 1941 | Робітнича            | Нюгордсвольд (Роб.)                                     |
| 96  | Пауль Гартманн (1878–1974)                      |                      | 28 листопада 1941 | 28 лютого 1942    | в екзилі             | Нюгордсвольд (Роб.)                                     |
| 97  | Оскар Торп (1893–1958) (вдруге)                 |                      | 28 лютого 1942    | 20 березня 1942   | Робітнича            | Нюгордсвольд (Роб.)                                     |
| 98  | Пауль Гартманн (1878–1974) (вдруге)             |                      | 20 березня 1942   | 25 червня 1945    | в екзилі             | Нюгордсвольд (Роб.)                                     |
| 99  | Гуннар Ян (1883–1971) (вдруге)                  |                      | 25 червня 1945    | 5 листопада 1945  | Ліберальна, в екзилі | Гергардсен I (Коал.)                                    |
| 100 | Ерік Брофосс (1908–1979)                        |                      | 5 листопада 1945  | 6 грудня 1947     | Робітнича            | Гергардсен II (Роб.)                                    |
| 101 | Улав Мейсдальсгаген (1903–1959)                 |                      | 6 грудня 1947     | 19 листопада 1951 | Робітнича            | Гергардсен II (Роб.)                                    |
| 102 | Трюгве Браттелі (1910–1984)                     |                      | 19 листопада 1951 | 22 січня 1955     | Робітнича            | Торп (Роб.)                                             |
| 103 | Монс Лід (1896–1967)                            |                      | 22 січня 1955     | 28 грудня 1956    | Робітнича            | Гергардсен III (Роб.)                                   |
| 104 | Трюгве Браттелі (1910–1984) (вдруге)            |                      | 28 грудня 1956    | 23 квітня 1960    | Робітнича            | Гергардсен III (Роб.)                                   |
| 105 | Петтер Якоб Б'єрве (1913–2004)                  |                      | 23 квітня 1960    | 5 січня 1962      | Робітнича            | Гергардсен III (Роб.)                                   |
| 106 | Трюгве Браттелі (1910–1984) (втретє)            |                      | 5 січня 1962      | 19 лютого 1962    | Робітнича            | Гергардсен III (Роб.)                                   |
| 107 | Петтер Якоб Б'єрве (1913–2004) (вдруге)         |                      | 19 лютого 1962    | 4 лютого 1963     | Робітнича            | Гергардсен III (Роб.)                                   |
| 108 | Андреас Каппелен (1915–2008)                    |                      | 4 лютого 1963     | 28 серпня 1963    | Робітнича            | Гергардсен III (Роб.)                                   |
| 109 | Дагфінн Ворвік (1924–)                          |                      | 28 серпня 1963    | 25 вересня 1963   | Центру               | Люнг (Х., KrF, Sp, V)                                   |
| 110 | Андреас Каппелен (1915–2008) (вдруге)           |                      | 25 вересня 1963   | 12 жовтня 1965    | Робітнича            | Гергардсен IV (Роб.)                                    |
| 111 | Уле Мюрволь (1911–1988)                         |                      | 12 жовтня 1965    | 17 березня 1971   | Ліберальна           | Бортен (Х., KrF, Sp, V)                                 |
| 112 | Рагнар Христіансен (1922–)                      |                      | 17 березня 1971   | 18 жовтня 1972    | Робітнича            | Браттелі I (Роб.)                                       |
| 113 | Йон Уле Норбом (1923–)                          |                      | 18 жовтня 1972    | 16 жовтня 1973    | Ліберальна           | Корвальд (KrF, Sp, V)                                   |
| 114 | Пер Клеппе (1923–)                              |                      | 16 жовтня 1973    | 15 січня 1976     | Робітнича            | Браттелі II (Роб.)                                      |
| 114 | Пер Клеппе (1923–)                              | 15 січня 1976        | 8 жовтня 1979     | Робітнича         | Нордлі (Роб.)        |                                                         |
| 115 | Ульф Санд (1938–2014)                           |                      | 8 жовтня 1979     | 4 лютого 1981     | Нордлі (Роб.)        | Робітнича                                               |
| 115 | Ульф Санд (1938–2014)                           | 4 лютого 1981        | 14 жовтня 1981    | Робітнича         | Брундтланд I (Роб.)  |                                                         |
| 116 | Рольф Престгус (1936–1988)                      |                      | 14 жовтня 1981    | 25 квітня 1986    | Хейре                | Віллох (Х) Віллох(Х., KrF, Sp) (від 8 червня 1983 року) |
| 117 | Арне Скауге (1948–)                             |                      | 25 квітня 1986    | 9 травня 1986     | Хейре                | Віллох (Х) Віллох(Х., KrF, Sp) (від 8 червня 1983 року) |
| 118 | Гуннар Берге (1940–)                            |                      | 9 травня 1986     | 16 жовтня 1989    | Робітнича            | Брундтланд II (Роб.)                                    |
| 119 | Арне Скауге (1948–) (вдруге)                    |                      | 16 жовтня 1989    | 3 листопада 1990  | Хейре                | Сюсе (Х., KrF, Sp)                                      |
| 120 | Сігбйорн Йонсен (1950–)                         |                      | 3 листопада 1990  | 25 жовтня 1996    | Робітнича            | Брундтланд III (Роб.)                                   |
| 121 | Єнс Столтенберг (1959–)                         |                      | 25 жовтня 1996    | 17 жовтня 1997    | Робітнича            | Ягланд (Роб.)                                           |
| 122 | Гудмунд Рестад (1937–)                          |                      | 17 жовтня 1997    | 17 березня 2000   | Центру               | Бунневік I (KrF, Sp, V)                                 |
| 123 | Карл Ейрік Сх'єтт-Педерсен (1959–)              |                      | 17 березня 2000   | 19 жовтня 2001    | Робітнича            | Столтенберг I (Роб.)                                    |
| 124 | Пер-Крістіан Фосс (1950–)                       |                      | 19 жовтня 2001    | 17 жовтня 2005    | Хейре                | Бунневік II (Х., KrF, V)                                |
| 125 | Крістін Галворсен (1960–)                       |                      | 17 жовтня 2005    | 20 жовтня 2009    | Соціалістична ліва   | Столтенберг II (A, SV, Sp)                              |
| 126 | Сігбйорн Йонсен (1950–) (вдруге)                |                      | 20 жовтня 2009    | 16 жовтня 2013    | Робітнича            | Столтенберг II (A, SV, Sp)                              |
| 127 | Сів Єнсен (1969–)                               |                      | 16 жовтня 2013    | 24 січня 2020     | Прогресу             | Сольберг (Х., Frp)                                      |
| 128 | Ян Туре Саннер (1965–)                          |                      | 24 січня 2020     | 14 жовтня 2021    | Прогресу             | Сольберг (Х., Frp)                                      |
| 129 | Трюгве Слагсволд Ведум (1978–)                  |                      | 14 жовтня 2021    | 4 лютого 2025     | Прогресу             | Йонас Гар Стере                                         |